# مختار الشنقيطي
مختار الشنقيطي (مواليد 25 مايو 1985) هو لاعب كرة قدم سعودي .
كانت بداياته مع نادي الأنصار و لعب بعدها لأندية الطائي وأحد ونادي الوطني ونادي العلا.